# Portul Salvador (Bahia)
Portul Salvador este localizat în aprtea de E a intrării golfului Todos os Santos. Traficul este de aproximativ 500000 tdw și 57000 TEU transport anual. 
Linia de încărcare pentru zone tropice.
Caracteristici maxime sunt pentru navele care navighează pe canal lungime 180 m, pescaj 10 m, lățime 30 m.
Comunicațiile se fac prin VHF pe canalele 16 și 11. Pescaj maxim = 10.00m
Navigația
Canal de intrare se împarte în două căi de acces la port:
1. Canal de Nord: este cel principal cu adâncimea cea mai mare, începe de la punctul lat. 120 58’ S, long 0380 32’ W, ajunge la zona de manevră trecând la N de digul de N și este lung de 400 m.

b) canal de S începe de la baliza de S a bancului Panela cât mai departe de intrarea dintre digul de N și digul de S
Pilotajul este obligatoriu pentru tancuri și nave comerciale pentru portul Madre Deus. Zonele următoare sunt considerate zone de pilotaj pentru nave: zona de ancoraj Monte Serrat, zona de ancoraj SW de Panela și așteptarea sau debarcarea la punctul pentru pilot. Zona de pilotaj este considerată zona internă a golfului Todos os Santos la N de Monte serrat. Zona portului Salvador, după dig este considerat obligatoriu pilotajul pentru nave peste 4500 tdw. La N de Monte Serrat pilotajul este obligatoriu pentru nave peste 3000 tdw. Cererea pilotului se face cu 2 ore în avans, prin VHF pe canalele 16 si 11.
Ancoraj sunt 3 zone de ancoraj:
a) în S: la S de bancul Panela în pozitia lat. 120 58’00 S, long 0380 32’33 W, pentru așteptarea pilotului
b) în N: în apropierea poziției lat. 120 56’01 S, long 0380 31’06 W
c) în N: în apropierea poziției lat. 120 57’01 S, long 0380 41’01 W
Există zona specială de ancoraj pentru nave LASH și pentru operații de încărcare-descărcare ale barjelor. Se localizează pe aliniamentul balizei de N a digului de N și farul Monte Serrat, la o distanță de 0.8 Mm de far.
Remorcaj: remorcherele sunt rareori folosite pentru aceasta, dar mai mult folosite pentru nave la monobuoy (la 10 m de cheu). Pentru nave care acostează remorcherele se alatură navelor în port. 8 remorchere disponibile cu puteri între 120 și 1688 CP. În portul Salvador pentru nave între 2000 și 10000 grt sunt asistate de 2 remorchere, iar pentru nave peste 10000 grt sunt asistate de 3 remorchere. Pentru nave sub 2000 grt se poate folosi un singur remorcher, dar în condiții speciale.
Maree amplitudinea mareei în portul Salvador este în medie de 2.5m.
Densitatea apei sărate - 1.025
Timp GMT- 3 ore. Din 1 decembrie până în 31 martie avem: GMT- 2 ore (ora de vară).
Dane și marfă
Portul Salvador are 12 dane, 1 specializat în containere și altul în Ro-Ro. Există 3 terminale private astfel: Madre Deus pentru petrol, Usiba și Dow Chemicals pentru produse interne. Nici o restricție, dar pentru nave cu pescaj peste 28 ft acostate sau neacostate are loc de la 1 oră înaintea HW (mare înaltă) până la 1 oră după HW. Se folosește ancora pentru acostare. Tancuri la 10 m de cheu (neacostate) la orice oră, dar de obicei piloții refuză să acosteze pe timpul nopții datorită luminii insuficiente.